# العلاقات الغابونية الغينية
العلاقات الغابونية الغينية هي العلاقات الثنائية التي تجمع بين الغابون وغينيا.

## مقارنة بين البلدين
هذه مقارنة عامة ومرجعية للدولتين:
| وجه المقارنة                                              | الغابون                        | غينيا       |
| --------------------------------------------------------- | ------------------------------ | ----------- |
| المساحة (كم2)                                             | 267.67 ألف                     | 245.86 ألف  |
| عدد السكان (نسمة)                                         | 2.03 مليون                     | 12.72 مليون |
| الكثافة السكانية (ن./كم²)                                 | 7.58                           | 51.74       |
| العاصمة                                                   | ليبرفيل                        | كوناكري     |
| اللغة الرسمية                                             | لغة فرنسية                     | لغة فرنسية  |
| العملة                                                    | فرنك وسط أفريقي                | فرنك غيني   |
| الناتج المحلي الإجمالي (بليون دولار)                      | 14.62 مليار                    | 10.50 مليار |
| الناتج المحلي الإجمالي (تعادل القوة الشرائية) بليون دولار | 34.65 مليار                    | 15.24 مليار |
| الناتج المحلي الإجمالي الاسمي للفرد دولار أمريكي          | 8.27 ألف                       | 531         |
| الناتج المحلي الإجمالي للفرد دولار أمريكي                 | 19.43 ألف                      | 1.22 ألف    |
| مؤشر التنمية البشرية                                      | 0.684                          | 0.411       |
| رمز المكالمات الدولي                                      | +241                           | +224        |
| رمز الإنترنت                                              | .ga                            | .gn         |
| المنطقة الزمنية                                           | ت ع م+01:00، توقيت غرب أفريقيا | 00          |

## منظمات دولية مشتركة
يشترك البلدان في عضوية مجموعة من المنظمات الدولية، منها:
| علم المنظمة | اسم المنظمة                                 | تاريخ انضمام الغابون | تاريخ انضمام غينيا |
| ----------- | ------------------------------------------- | -------------------- | ------------------ |
|             | منظمة التجارة العالمية                      | ?                    | 25 أكتوبر 1995     |
|             | الاتحاد الأفريقي                            | ?                    | 1963               |
|             | الاتحاد البريدي العالمي                     | ?                    | ?                  |
|             | مجموعة دول أفريقيا والكاريبي والمحيط الهادئ | ?                    | ?                  |
|             | يونسكو                                      | 16 نوفمبر 1960       | 2 فبراير 1960      |
|             | الفريق المعني برصد الأرض                    | ?                    | ?                  |
|             | مؤسسة التمويل الدولية                       | 20 أكتوبر 1970       | 22 أكتوبر 1982     |
|             | منظمة التعاون الإسلامي                      | ?                    | ?                  |
|             | المركز الدولي لتسوية المنازعات الاستشارية   | 14 أكتوبر 1966       | 4 ديسمبر 1968      |
|             | أحدى                                        | ?                    | ?                  |
|             | منظمة حظر الأسلحة الكيميائية                | ?                    | ?                  |
|             | مؤسسة التنمية الدولية                       | 4 نوفمبر 1963        | 26 سبتمبر 1969     |
|             | وكالة ضمان الاستثمار متعدد الأطراف          | 26 مارس 2003         | 5 أكتوبر 1995      |
|             | منظمة الشرطة الجنائية الدولية               | ?                    | ?                  |
|             | الأمم المتحدة                               | 20 سبتمبر 1960       | 12 ديسمبر 1958     |
|             | البنك الدولي للإنشاء والتعمير               | 10 سبتمبر 1963       | 28 سبتمبر 1963     |
|             | أفريستات ‏                                   | 21 سبتمبر 1993       | 2000               |
|             | البنك الإفريقي للتنمية                      | ?                    | ?                  |